# Collegio elettorale di Roma - Prenestino (Senato della Repubblica)
Il collegio Roma - Prenestino fu un collegio elettorale uninominale della Repubblica Italiana per l'elezione del Senato della Repubblica. Apparteneva alla Circoscrizione Lazio e fu utilizzato per eleggere un senatore nella XII, XIII e XIV legislatura.
Venne istituito nel 1993 con la cosiddetta Legge Mattarella (Legge n. 276, Norme per l'elezione del Senato della Repubblica), attuata in seguito al referendum abrogativo del 1993. La legge istituì per la Camera dei deputati e per il Senato della Repubblica un sistema di elezione misto, in parte maggioritario e in parte proporzionale. Il 75% dei parlamentari dell'assemblea veniva eletto in collegi uninominali tramite sistema maggioritario a turno unico; il restante 25% al Senato veniva eletto tramite recupero proporzionale dei più votati non eletti attraverso un meccanismo di calcolo denominato scorporo, cioè sottraendo dal conteggio dei voti totali di una lista nella parte proporzionale i voti ottenuti dai candidati collegati alla medesima lista che erano eletti nei collegi uninominali con il sistema maggioritario.
Il collegio venne abolito insieme a tutti gli altri che costituivano il Senato con la promulgazione della legge elettorale successiva, la cosiddetta Legge Calderoli. Questa prevedeva un sistema proporzionale con premio di maggioranza, che al Senato veniva attribuito a livello regionale.

## Territorio
Il collegio Roma - Prenestino era uno dei 21 collegi uninominali in cui era suddiviso il Lazio e, come previsto dal D.Lgs. del 20 dicembre 1993 n. 535, comprendeva i quartieri romani Tiburtino e Prenestino-Labicano; la capitale complessivamente contava undici collegi uninominali al Senato.

## Eletti
| Elezione | Elezione | Senatore       | Partito            |
| -------- | -------- | -------------- | ------------------ |
|          | 1994     | Antonio Falomi | Progressisti (PDS) |
|          | 1996     | Antonio Falomi | L'Ulivo (PDS)      |
|          | 2001     | Antonio Falomi | L'Ulivo (DS)       |

## Dati elettorali

### XII legislatura
|                               | Antonio Falomi ✔️ Eletto | Progressisti                 | 58 993  | 42,61 |  |  |  |  |  |
|                               | Luigi Reggiani           | Polo del Buon Governo        | 48 661  | 35,15 |  |  |  |  |  |
|                               | Raffaele Tucciarone      | Patto per l'Italia           | 16 652  | 12,03 |  |  |  |  |  |
|                               | Antonio Quattrocchi      | Lista Pannella-Riformatori   | 7 548   | 5,45  |  |  |  |  |  |
|                               | Carmela Danzi            | Verdi Federalisti            | 5 381   | 3,89  |  |  |  |  |  |
|                               | Edoardo Di Leginio       | Partito della Legge Naturale | 1 204   | 0,87  |  |  |  |  |  |
| Totale                        | Totale                   | Totale                       | 138 439 | 100   |  |  |  |  |  |
|                               |                          |                              |         |       |  |  |  |  |  |
| Voti non validi               | Voti non validi          | Voti non validi              | 8 401   | 5,72  |  |  |  |  |  |
| Votanti                       | Votanti                  | Votanti                      | 146 840 | 86,92 |  |  |  |  |  |
| Elettori                      | Elettori                 | Elettori                     | 168 945 |       |  |  |  |  |  |
|                               |                          |                              |         |       |  |  |  |  |  |
| Data: 27-28 marzo 1994        |                          |                              |         |       |  |  |  |  |  |
| Fonte: Ministero dell'interno |                          |                              |         |       |  |  |  |  |  |

### XIII legislatura
|                               | Antonio Falomi ✔️ Eletto | L'Ulivo                                 | 70 770  | 52,77 |  |  |  |  |  |
|                               | Filippo De Jorio         | Polo per le Libertà                     | 52 171  | 38,90 |  |  |  |  |  |
|                               | Luciano Pesce            | Movimento Sociale Fiamma Tricolore      | 5 841   | 4,36  |  |  |  |  |  |
|                               | Gino Roghi               | Lista Pannella-Sgarbi                   | 3 069   | 2,29  |  |  |  |  |  |
|                               | Silvano Bartocci         | Socialista                              | 1 456   | 1,09  |  |  |  |  |  |
|                               | Gaspare Elios Russo      | Movimento Popolare della Moralizzazione | 813     | 0,61  |  |  |  |  |  |
| Totale                        | Totale                   | Totale                                  | 134 120 | 100   |  |  |  |  |  |
|                               |                          |                                         |         |       |  |  |  |  |  |
| Voti non validi               | Voti non validi          | Voti non validi                         | 7 165   | 5,07  |  |  |  |  |  |
| Votanti                       | Votanti                  | Votanti                                 | 141 285 | 84,30 |  |  |  |  |  |
| Elettori                      | Elettori                 | Elettori                                | 167 606 |       |  |  |  |  |  |
|                               |                          |                                         |         |       |  |  |  |  |  |
| Data: 21 aprile 1996          |                          |                                         |         |       |  |  |  |  |  |
| Fonte: Ministero dell'interno |                          |                                         |         |       |  |  |  |  |  |

### XIV legislatura
|                               | Antonio Falomi ✔️ Eletto | L'Ulivo                              | 56 781  | 46,19 |  |  |  |  |  |
|                               | Emanuele Paratore        | Casa delle Libertà                   | 47 079  | 38,30 |  |  |  |  |  |
|                               | Francesco Saverio Russo  | Partito della Rifondazione Comunista | 7 257   | 5,90  |  |  |  |  |  |
|                               | Fernando Attolico        | Lista Di Pietro                      | 3 350   | 2,73  |  |  |  |  |  |
|                               | Nicolò Amato             | Democrazia Europea                   | 2 983   | 2,43  |  |  |  |  |  |
|                               | Laura Arconti            | Lista Pannella-Bonino                | 2 246   | 1,83  |  |  |  |  |  |
|                               | Luciano Pesce            | Fiamma Tricolore                     | 1 462   | 1,19  |  |  |  |  |  |
|                               | Serafino Di Luia         | Fronte Nazionale                     | 1 313   | 1,07  |  |  |  |  |  |
|                               | Pietro Conti             | Forza Nuova                          | 455     | 0,37  |  |  |  |  |  |
| Totale                        | Totale                   | Totale                               | 122 926 | 100   |  |  |  |  |  |
|                               |                          |                                      |         |       |  |  |  |  |  |
| Voti non validi               | Voti non validi          | Voti non validi                      | 6 357   | 4,92  |  |  |  |  |  |
| Votanti                       | Votanti                  | Votanti                              | 129 283 | 79,41 |  |  |  |  |  |
| Elettori                      | Elettori                 | Elettori                             | 162 807 |       |  |  |  |  |  |
|                               |                          |                                      |         |       |  |  |  |  |  |
| Data: 13 maggio 2001          |                          |                                      |         |       |  |  |  |  |  |
| Fonte: Ministero dell'interno |                          |                                      |         |       |  |  |  |  |  |